# Refrancore
Refrancore är en ort och kommun i provinsen Asti i regionen Piemonte i Italien. Kommunen hade 1 570 invånare (2018).